# Bojan Golubović
Bojan Golubović (in serbo Бојан Голубовић?; Konjic, 22 agosto 1983) è un ex calciatore serbo naturalizzato bosniaco, di ruolo attaccante.